# Gualdo Cattaneo
Gualdo Cattaneo és un comune (municipi) de la província de Perusa, a la regió italiana d'Úmbria, situat uns 25 km al sud-est de Perusa.
L'1 de gener de 2018 tenia 5.965 habitants.